# Atom Egoyan
Atom Egoyan, all'anagrafe Atom Yeghoyan (in armeno: Աթոմ Եղոյեան; Il Cairo, 19 luglio 1960), è un regista, sceneggiatore e produttore cinematografico armeno naturalizzato canadese.
Ha ricevuto una candidatura all'Oscar al miglior regista per Il dolce domani.

## Biografia
Nato a Il Cairo, in Egitto, il 19 luglio del 1960 da genitori armeni, Egoyan emigra con la propria famiglia in Canada all'età di tre anni. Stabilitasi presso la città di Victoria, nella Columbia Britannica, la famiglia ha modificato il proprio cognome in "Egoyan".
Ha studiato al Trinity College dell'Università di Toronto dove è entrato a far parte di un'associazione di studenti armeni. Nel 1979 ha realizzato il suo primo cortometraggio (Howard in Particular); dopo il diploma ha collaborato con il Tarragon Theatre di Toronto e nel 1984 ha diretto il lungometraggio Next of Kin.
Ha diretto alcuni episodi delle serie televisive Ai confini della realtà e Alfred Hitchcock presenta. Nel 1987 ha girato il lungometraggio Black Comedy. In seguito ha realizzato Mondo virtuale (1989) e Il perito (1991); nel 1993 ha diretto il film Calendar.
Nei film sin qui realizzati si sono sviluppati due temi centrali per il regista: la questione dell'identità e delle radici familiari e il tema dell'utilizzo della tecnologia come ambiguo strumento per la registrazione e conservazione della memoria.
Nel 1994 si è aggiudicato il Premio internazionale della critica al festival di Cannes per il film Exotica, ambientato nel mondo dei peep-show. Il film successivo, Il dolce domani (tratto da un romanzo di Russell Banks) ha vinto nel 1997 il Premio speciale della giuria al festival di Cannes e ha ricevuto due nomination all'Oscar per la regia e la migliore sceneggiatura non originale.
Nel 1999 ha diretto in Inghilterra il thriller Il viaggio di Felicia, con Bob Hoskins, e nel 2002 ha raccontato le tracce del genocidio armeno su diverse generazioni di esuli nel film Ararat.

## Vita privata
Vive a Toronto con la moglie, l'attrice Arsinée Khanjian, spesso apparsa nei suoi film. La coppia ha un figlio, Arshile.

## Filmografia parziale

### Regista

#### Cinema
- Howard in Particular – cortometraggio (1979)
- After Grad with Dad – cortometraggio (1980)
- Peep Show – cortometraggio (1981)
- Open House – cortometraggio (1982)
- Next of Kin (1984)
- Black Comedy (Family Viewing, 1987)
- Mondo virtuale (Speaking Parts, 1989)
- Il perito (The Adjuster, 1991)
- Calendar (1993)
- Exotica (1994)
- Il dolce domani (The Sweet Hereafter, 1997)
- Il viaggio di Felicia (Felicia's Journey, 1999)
- Ararat - Il monte dell'Arca (Ararat, 2002)
- False verità (Where the Truth Lies, 2005)
- Artaud doppio spettacolo (Artaud Double Bill), episodio di Chacun son cinéma - A ciascuno il suo cinema  (Chacun son cinéma, 2007)
- Adoration (2008)
- Chloe - Tra seduzione e inganno (Chloe, 2009)
- Devil's Knot - Fino a prova contraria (Devil's Knot) (2013)
- The Captive - Scomparsa (The Captive) (2014)
- Remember (2015)
- Guest of Honour (2019)
- L'ultima danza di Salomè (Seven Veils) (2023)

#### Televisione
- Krapp's Last Tape – film TV (2001)

### Sceneggiatore
- Howard in Particular, regia di Atom Egoyan – cortometraggio (1979)
- After Grad with Dad, regia di Atom Egoyan – cortometraggio (1980)
- Peep Show, regia di Atom Egoyan – cortometraggio (1981)
- Open House, regia di Atom Egoyan – cortometraggio (1982)
- Next of Kin (1984)
- Black Comedy (Family Viewing), regia di Atom Egoyan (1987)
- Mondo virtuale (Speaking Parts), regia di Atom Egoyan (1989)
- Il perito (The Adjuster), regia di Atom Egoyan (1991)
- Calendar, regia di Atom Egoyan (1993)
- Exotica, regia di Atom Egoyan (1994)
- Il dolce domani (The Sweet Hereafter), regia di Atom Egoyan (1997)
- Il viaggio di Felicia (Felicia's Journey), regia di Atom Egoyan (1999)
- Krapp's Last Tape, regia di Atom Egoyan - flm TV (2001)
- Ararat - Il monte dell'Arca (Ararat), regia di Atom Egoyan (2002)
- False verità (Where the Truth Lies), regia di Atom Egoyan (2005)
- Artaud doppio spettacolo (Artaud Double Bill), episodio di Chacun son cinéma - A ciascuno il suo cinema  (Chacun son cinéma), regia di Atom Egoyan (2007)
- Adoration, regia di Atom Egoyan (2008)
- The Captive - Scomparsa (The Captive), regia di Atom Egoyan (2014)
- Guest of Honour, regia di Atom Egoyan (2019)

### Produttore
- Next of Kin, regia di Atom Egoyan (1984)
- Black Comedy (Family Viewing), regia di Atom Egoyan (1987)
- Mondo virtuale (Speaking Parts), regia di Atom Egoyan (1989)
- Calendar, regia di Atom Egoyan (1993)
- Exotica, regia di Atom Egoyan (1994)
- Il dolce domani (The Sweet Hereafter), regia di Atom Egoyan (1997)
- Ararat - Il monte dell'Arca (Ararat), regia di Atom Egoyan (2002)
- Foolproof, regia di William Phillips (2003)
- Guest of Honour, regia di Atom Egoyan (2019)

## Opere letterarie
- (EN) Dear Sandra, Volumina, 2007.